# Offentlig konsumtion
Offentligt konsumtion är den offentliga sektorns inköp av varor och tjänster. Denna konsumtion sker i Sverige sedan mitten av 1990-talet i allmänhet efter en offentlig upphandling.
Exempel på inköp till den offentliga sektorn kan vara skrivmaterial till en skola, mat till ett äldreboende, ett datasystem till en myndighet, ett signalsystem till en järnväg, eller ett stridsflygplan till ett flygvapen.
Den offentliga konsumtionen utgör ofta en ganska stor andel av ett lands ekonomi på årsbasis, för Sveriges del cirka 1/3 av ekonomin. Varorna och tjänsterna kan köpas/upphandlas både från privat sektor och från idéburen sektor. Vid upphandlingen kravspecificeras alltid inköpet, exempelvis att signalsystemet till järnvägen ska hålla en viss standard, eller att maten till äldreboendet ska räcka till x antal personer per dag, eller vara ekologiskt framställd.